# توجه قومي أوكراني

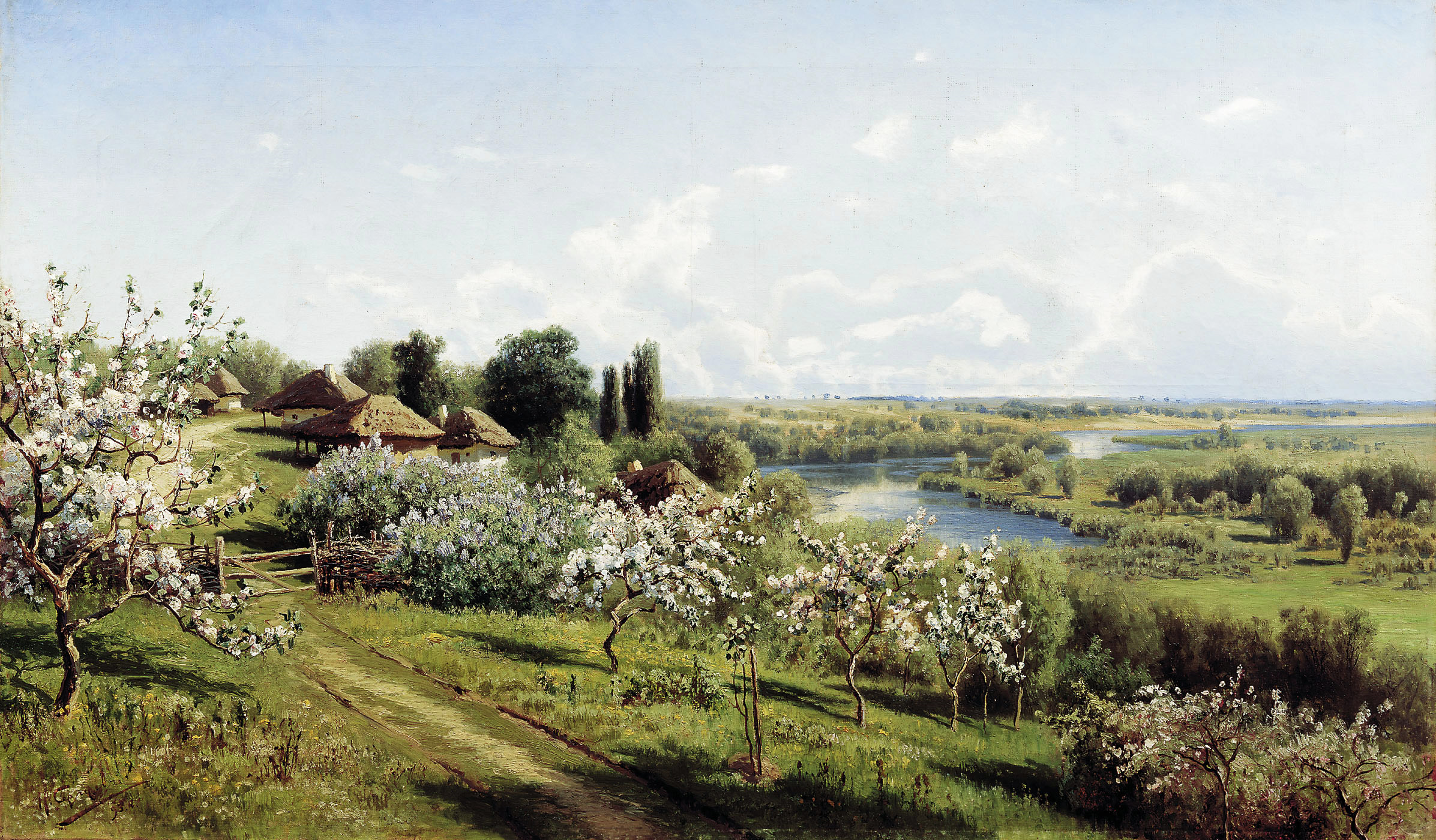

تشير فكرة القومية الأوكرانية إلى النسخة الأوكرانية من التوجه القومي. على الرغم من نشوء الدولة الأوكرانية الحالية مؤخرًا إلى حد ما، إلا أن بعض المؤرخين، مثل ميخائيل هروشيفسكي وأوريست سوبتيلني وبول روبرت ماجوسي، استشهدوا بحالة مدينة كييف روس في العصور الوسطى باعتبارها سابقة مبكرة لدولة أوكرانيا على وجه التحديد. تعود أصول القومية الأوكرانية الحديثة إلى انتفاضة القوزاق في القرن السابع عشر ضد الكومنولث البولندي اللتواني، بقيادة بوهدان خملنيتسكي.

## قومية القوزاق
لعب القوزاق دورًا في إعادة إيقاظ الإحساس بالهوية الأوكرانية داخل منطقة السهوب. الشخصية المهيمنة داخل حركة القوزاق والتاريخ القومي الأوكراني، بوهدان خملنيتسكي (من 1595 إلى 1657)، قاد القوزاق الزابوروجيان وقاد انتفاضة خملنيتسكي ضد الحكم البولندي في منتصف القرن السابع عشر. نجح خملنيتسكي أيضًا في إضفاء الشرعية على شكل من أشكال الديمقراطية كان يمارسه القوزاق منذ القرن الخامس عشر. لعب هذا الإحساس بالديمقراطية جزءًا أساسيًا من الشعور بالهوية العرقية. تحدث بوهدان خملنيتسكي عن تحرير «الشعب الروثيني بأكمله» وأكدت الأبحاث الحديثة أن مفهوم الأمة الروثينية كمجتمع ديني وثقافي كان موجودا قبل ثورته. لا يزال الأوكرانيون المعاصرون يتذكرون ويمجدون دور خميلنيتسكي في تاريخ أوكرانيا.
الهيتمان إيفان مازيبا (1639-1709)، شخصية أخرى بارزة في القومية القوزاقية، قدم مساهمات مالية كبيرة ركزت على استعادة الثقافة والتاريخ الأوكراني خلال أوائل القرن الثامن عشر. مول عمليات إعادة البناء لكاتدرائية القديسة صوفيا في كييف، ورفع مستوى كوليجيوم كييف موهيلا إلى مستوى الأكاديمية في 1694. ولكن من الناحية السياسية، أسيء فهم مازيبا وشوِهَت صورته، ولم يجد سوى القليل من الدعم بين طبقة الفلاحين.

## القومية الأوكرانية في الأدب
واحدة من أبرز الشخصيات في التاريخ الوطني الأوكراني، الشاعر الأوكراني تاراس شيفتشينكو، عبر عن أفكار لأوكرانيا المستقلة ذات السيادة في القرن التاسع عشر. استخدم تاراس شيفتشينكو الشعر لإلهام الإحياء الثقافي للشعب الأوكراني والسعي لإسقاط الظلم. توفي شيفتشينكو في سانت بطرسبرغ في 10 مارس 1861، بعد يوم ميلاده السابع والأربعين.
يعتبره الأوكرانيون - ليس فقط مواطني أوكرانيا، ولكن الأوكرانيين الذين يعيشون في جميع أنحاء العالم - بطلاً قومياً. كانت مجموعته من الشعر كوبزار ثاني كتاب في منزل كل أسرة أوكرانية تقريبًا في بداية القرن العشرين (بعد الكتاب المقدس). أصبح رمزا للإحياء الثقافي الوطني لأوكرانيا.
بجانب شيفتشينكو، كتب العديد من الشعراء باللغة الأوكرانية. من بينهم، فولوديمير سوسيورا حيث صرح في قصيدته «حب أوكرانيا» (1944) أنه لا يمكن لأحد أن يحترم الأمم الأخرى دون احترام أمته.

## القومية الأوكرانية في القرن العشرين
مع انهيار الإمبراطورية الروسية، تأسس كيان سياسي يضم منظمات سياسية واجتماعية وثقافية ومهنية في كييف من مبادرة من جمعية التقدميين الأوكرانيين (abbr. TUP). سمي هذا الكيان باسم «سينترالنا رادا» (المجلس المركزي) ترأسه المؤرخ ميخائيل هوروشفسكي. في 22 يناير 1918، أعلن مركز تسينترالنا رادا أن أوكرانيا دولة مستقلة. اعترفت الحكومة الروسية بهذا الاستقلال برئاسة لينين، وكذلك القوى المركزية ودول أخرى. ومع ذلك، لم تنجو هذه الحكومة لفترة طويلة بسبب ضغوط ليس فقط من الحرس الأبيض الروسي في دنيكين، ولكن أيضًا من تدخل الجيش الأحمر والألماني والوفاقي، وأناركيين محليين مثل نيستور ماخنو و (الجيش الأخضر لأوتامان زيليني).

### فترة ما بين الحربين في أوكرانيا السوفيتية
عندما سيطر الحكم البلشفي في أوكرانيا، كان للحكومة السوفيتية المبكرة أسبابها الخاصة لتشجيع الحركات الوطنية للإمبراطورية الروسية السابقة.
حتى أوائل الثلاثينيات من القرن الماضي، كانت الثقافة الأوكرانية تتمتع بإحياء واسع النطاق بسبب التنازلات البلشفية المعروفة باسم سياسة التوطين. في هذه السنوات نُفِذ برنامج «أكرنة» مثير للإعجاب في جميع أنحاء الجمهورية.
في مثل هذه الظروف، استمرت الفكرة الوطنية الأوكرانية في البداية في التطور وانتشرت حتى إلى مساحة كبيرة تضمُ سكانًا مختلطين في الشرق والجنوب والتي أصبحت جزءًا من الجمهورية الاشتراكية السوفيتية الأوكرانية.
في الوقت نفسه، على الرغم من الحملة المستمرة ضد الدين في الاتحاد السوفيتي، اُنشئت الكنيسة الأرثوذكسية الوطنية الأوكرانية، الكنيسة الأرثوذكسية الأوكرانية المستقلة. نظرت الحكومة البلشفية في البداية إلى الكنيسة كأداة تساعدهم في قمع الكنيسة الأرثوذكسية الروسية، التي ينظر إليها النظام في كثير من الأحيان بشك كبير لكونها حجر الأساس للإمبراطورية الروسية المنهارة والمعارضة القوية التي اتخذتها تجاه تغيير النظام. لذلك، تسامحت الحكومة مع الكنيسة الوطنية الأوكرانية الجديدة لبعض الوقت واكتسبت الكنيسة عددًا كبيرًا من طبقة الفلاحين الأوكرانيين.
أثارت هذه الأحداث إلى حد كبير الوعي الوطني بين الأوكرانيين وأدت إلى تطوير جيل جديد من النخبة الثقافية والسياسية الأوكرانية. وأثار هذا بدوره مخاوف جوزيف ستالين، الذي رأى خطرًا في ولاء الأوكرانيين لأمتهم المتنافسة مع ولائهم للدولة السوفيتية وفي أوائل الثلاثينيات من القرن العشرين، اُعلِن عن «القومية البرجوازية الأوكرانية» والتي أصبحت المشكلة الرئيسية في أوكرانيا. عُكست سياسات الأكرنة بشكل مفاجئ ودموي، واُلقي القبض على معظم النخبة الثقافية والسياسية الأوكرانية وتم إعدامهم، ودُمرت الأمة بسبب المجاعة المسماة هولودومور.

### فترة ما بين الحربين في غرب أوكرانيا الحديثة
بعد الحرب العالمية الأولى، ضُمت أراضي غرب أوكرانيا إلى بولندا التي تم استعادتها حديثًا. توفي تاديوش هوكوو في مدينة تروسكاويك (تروسكافيتس) في 29 أغسطس 1931، وهو من أول ضحايا حملة الاغتيال التي قام بها مسلحو منظمة القوميين الأوكرانيين (أون). في 15 يونيو 1934، اغتال قومي أوكراني من منظمة القوميين الأوكرانيين برونيسوا بيراكي.

### الحرب العالمية الثانية
مع اندلاع الحرب بين ألمانيا النازية والاتحاد السوفيتي في عام 1941، اعتقد العديد من القوميين في أوكرانيا أنه سيكون لديهم فرصة لإنشاء دولة مستقلة مرة أخرى. اُنشئ قسم كامل من متطوعي فرقة SS من الأوكرانيين.
نظر كثير من هؤلاء المقاتلين في البداية إلى النازيين كمحررين، وأصيبوا بخيبة أمل وشكلوا جيش المتمردين الأوكراني (UPA) (الأوكرانية: Пкраїнська Повстанська Армія - У.П.А.)، الذي شنّ حملة عسكرية ضد الألمان والسوفييت لاحقًا. كان الهدف الأساسي من منظمة القوميين الأوكرانيين هو «ولادة جديدة للأمة، وضع كل شيء تحت النظام، والدفاع عن وتوسيع المجلس المستقل للدولة الوطنية الأوكرانية». أحيت منظمة القوميين الأوكرانيين أيضا الشعور بأن «أوكرانيا للأوكرانيين».
في 30 يونيو 1941، أعلنت منظمة القوميين الأوكرانيين، بقيادة ستيبان بانديرا، دولة أوكرانية مستقلة. تصرف الجيش النازي على الفور، واعتقلوا بانديرا وسجنوه من 1941 إلى 1944.
كان جيش المتمردين الأوكراني مجموعة عسكرية حملت السلاح أولاً ضد النازيين وبعد ذلك ضد السوفييت. خلال الحرب العالمية الثانية، حارب جيش المتمردين الأوكراني ضد القوات البولندية والألمانية والسوفيتية. بعد الحرب العالمية الثانية، اتخذ جيش المتمردين الأوكراني إجراءات موجهة ضد الحكم السوفيتي داخل أوكرانيا. رأى العديد من أعضاء جيش المتمردين الأوكراني أنفسهم كجناح مسلح لمنظمة القوميين الأوكرانيين في كفاحها من أجل الاستقلال الأوكراني.
كان هناك الكثير من النقاش حول شرعية جيش المتمردين الأوكراني كمجموعة سياسية. يحتفظ جيش المتمردين الأوكراني بدور بارز ورمزي في التاريخ الأوكراني والسعي لتحقيق الاستقلال الأوكراني. في الوقت نفسه، تم اعتباره جماعة إرهابية في التاريخ من وجهة نظر سوفيتية.
كتب المؤرخ الكندي الأوكراني سيرهي يكيلتشيك أنه خلال عامي 1943 و1944، وقع ما يقدر بنحو 35000 مدني بولندي وعدد غير معروف من المدنيين الأوكرانيين في منطقتي فولهينيا وتشيلم ضحيةً للتطهير العرقي المتبادل من قبل جيش المتمردين الأوكراني والمتمردين البولنديين. كتب نيال فيرجسون أن حوالي 80,000 بولندي قُتلوا على أيدي القوميين الأوكرانيين. يقدر نورمان ديفيز في كتابه «أوروبا في حرب 1939-1945: لا نصر بسيط» عدد المدنيين البولنديين الذين قُتلوا بما يتراوح بين 200,000 و500,000، بينما يكتب تيموثي سنايدر أن القوميين الأوكرانيين قتلوا «بين أربعين إلى ستين ألف مدني بولندي في فولهينيا في عام 1943».